# ATG Hästklinikerna
ATG Hästklinikerna AB var ett svenskt företag med cirka 150 anställda varav 60 veterinärer. 
ATG Hästklinikerna hade hästkliniker på 24 orter i Sverige. Vissa kliniker var mindre och liknade en vårdcentral för hästar, andra var större och fungerade mer som ett sjukhus. I Skara fanns det ett hästsjukhus med jour dygnet runt.
Vanliga undersökningar och behandlingar på en hästklinik var hältutredningar, besiktning när man skulle köpa eller sälja en häst, luftvägsundersökningar, djurtandvård, röntgenundersökningar, operationer av till exempel lösa benbitar (osteokondros/OCD), frakturer och kastrationer, samt behandling av hästar med kolik (buksmärtor). 
ATG Hästklinikerna startades av spelbolaget ATG men överfördes till Hästnäringens Nationella Stiftelse 2004. I mars 2011 meddelade ATG Hästklinikerna att man skulle sälja av samtliga 22 kliniker. Fram tills februari 2013 hade 15 av dessa blivit fusionerade med Evidensia Djursjukvård däribland de i Boden, Gävle, Kalmar, Mantorp, Södertörn, Tingsryd, Täby, Umeå och Örebro. ATG Hästklinikerna upplöstes den 12 december 2019.